# Соломерецкий, Василий Иванович
Князь Василий Иванович Соломерецкий (1490 — не позднее 8 сентября 1540) — белорусский магнат герба Равич, политический деятель Великого княжества Литовского.

## Биография
Представитель княжеского рода Соломерецких (Рюриковичи). Второй сын старосты могилевского князя Ивана Васильевича Соломерецкого.
Родился в 1490 году в родовом имении. После ранней смерти старшего брата Богдана Василий унаследовал все отцовское состояние. В 1513 году был назначен наместником керновским, но уже в 1514 году уступил эту должность, получив взамен чин наместника любашанского.
В 1520 году князь В. И. Соломерецкий получил должность наместника могилевского. В 1522 году он получил от польского короля Сигизмунда I Старого привилей на пожизненное владение замком в Могилеве и Могилевской волостью, получил все дани с этих земель: «денежные, бобровые, куничные, медовые, трактирные». Тогда же Василий Соломерецкий подал прошение относительно продления срока его наместничества, которое было удовлетворено.
В. И. Соломерецкий занимался делами православной церкви. В 1540 году он основал Соломерецкий монастырь.

## Семья и дети
Жена — Анна (? — 1560), дочь писаря ВКЛ Ивана Ясковича Владыки (? — 1499)
Дети:
- Марина, 1-й муж — князь Владимир Юрьевич Гольшанский (? — 1545), 2-й муж маршал господарский Иван Александрович Солтан (? — 1577)
- Богдан (? — 1565), староста рогачевский и пинский
- Юрий (? — 1559), староста ошмянский (1549—1550)
- Андрей (? — 1541)
- Фёдор (? — 1540), наместник медницкий
- Владимир, умер в юности
- Иван (? — 1578), староста Пинский (?-1552), наместник Глуский и Дубошенский (1554—1555), Глуский и Дубошенский (1555—1556), староста Мстиславский и Радомский с 1558, каштелян Мстиславский с 1566 года